# Vasconcellea chilensis

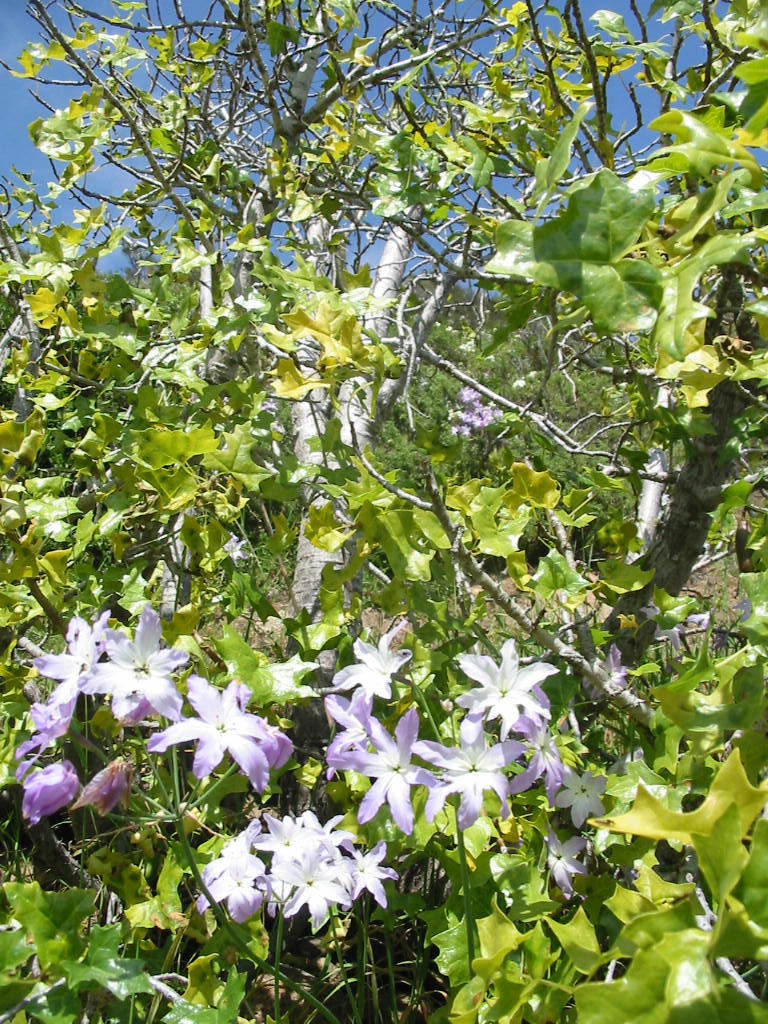
Detalle de las flores

Vasconcellea chilensis, llamada popularmente palo gordo, montegordo o papayo silvestre, es una especie de planta con flor de la familia de las Caricaceae.  

## Descripción
Es un arbusto dioico, caducifolio en verano, que alcanza un tamaño de 1-3 m de altura; tiene un tronco grueso y suculento, la corteza exfoliante en la base de árboles adultos. Hojas muy variables en forma, ovadas, deltoides, algunas acorazonadas en la base y partidas en cinco lóbulos angulosos, membranosas; con pecíolo de 3-4 cm. Flores de 5-6 mm de largo, rojas en el exterior y verdes por dentro, flores masculinas con pétalos unidos en la base, agrupadas en pequeños racimos; flores femeninas con pétalos libres desde la base, solitarias. El fruto es ovoide, de color verde parduzco con semillas ovales envueltas en mucílago.

## Distribución y hábitat
Es un arbusto endémico de Chile, donde se encuentra en el litoral y la cordillera de la Costa desde la III Región de Atacama hasta la V Región (provincia de Valparaíso); aparece en las laderas expuestas a la influencia marina, creciendo en subpoblaciones de baja densidad sobre lugares rocosos. Entre los matorrales se asocia con  los arbustos Bahia ambrosioides, Berberis glomerata, Bridgesia incisifolia, Fuchsia lycioides, Oxalis gigantea, Pouteria splendens y Puya chilensis.

## Taxonomía
Vasconcellea chilensis fue descrita por Planch. ex A.DC. y publicado en Prodromus Systematis Naturalis Regni Vegetabilis 15(1): 416. 1864.
Sinonimia
- Papaya chilensis (Planch. ex A. DC.) Kuntze	Synonym	M	TRO	2012-04-18
- Carica chilensis Planch. ex A. DC.[3]